# فرانسيس إروين هنت
فرانسيس إروين هنت (بالإنجليزية: Frances Irwin Hunt)‏ هي رسامة نيوزيلندية، ولدت في 26 يوليو 1890 في كامبريدج في المملكة المتحدة، وتوفيت في 25 أغسطس 1981.